# Perosillo
Perosillo er en by og kommune i det centrale Spanien i provinsen Segovia. Den har et indbyggertal på 20 (2024) indbyggere.